# TP明朝
TP明朝 は、タイププロジェクトがデザインした書体ファミリーである。

## 概要
TP明朝は、タイププロジェクト社長・鈴木功によって2009年から開発が開始された書体である。当時は、デジタル世代を中心にゴシック体の方が読みやすいとみなすケースが多く、明朝体の文化自体が衰退しつつあった。そこで、鈴木功はデジタル世代に違和感を感じさせる「うろこ」を小さくしたり、「てん」「はらい」の抑揚を少なくしたりするなどしてゴシック体世代の人々にも見やすい書体を製作しつつ、明朝体の要素は残したフォントを製作することに約5年の歳月を費やした。そして、2014年2月に「TP明朝」として発売が開始された。このフォントでは、横画の太さを調整することができる「コントラスト」の概念を和文フォントとしては初めて導入している。そのため、目線が横に流れていくことを意識して、横組みに特化したフォントとなった。このフォントが初めてメディアで利用されたのはアニメ『アルドノア・ゼロ』で、タイトルロゴ・本編映像のキャプション・ウェブサイト・パンフレットを始めとして、世界観を体現する書体として一貫して使用された。2015年4月には「TP明朝フィットフォント」が発売開始されている。2016年開始の環境省のプロジェクト「国立公園満喫プロジェクト」では、独自のデザインを施した欧文書体とTP書体を融合させた国立公園専用フォント「TP国立公園明朝」が使用されている。